# Cristina Olazar
Cristina Olazar  (Horqueta, 13 de marzo de 1943), es una activista social paraguaya por los derechos campesinos desde la época de la dictadura de Alfredo Stroessner. Fundadora de las Ligas Agrarias Cristianas de Jejuí, luchadora por la reivindicación de las tierras campesinas despojadas, relacionadas con el Caso Jejuí. Además es educadora popular, pytyvohara de las escuelitas campesinas, militante del ecofeminismo, el comunitarismo y la sabiduría ancestral, fundadora de la Red Agroecológica de producción y consumo responsable de alimentos y productos artesanales,fundadora del partido político Kuña Pyrenda, creado en 2012 y candidata al parlamento por la misma agrupación política en 2013.

## Biografía

### Primeros años
Cristina fue criada en un modelo matriarcal, su familia estuvo marcada por la ausencia de las figuras masculinas, comenzando por su tatarabuela, quien fuera la primera pobladora de su localidad, y luego su abuela y su madre que la criaron con esfuerzo y sacrificio, vendiendo en el mercado lo que producían en su chacra.
Así también transcurre la vida de Cristina, su madre reprodujo el mismo modelo que sus antecesoras, labrando la chacra y siendo cabeza de hogar, sin necesidad del padre de la familia. La madre de Cristina fue inspiración del saber popular, se alimentaban de lo que la tierra daba, y fue creciendo con una fuerte pensamiento ecológico. Cristina asistió a la escuela primaria de la zona, aunque su madre no recibió educación formal, decidió que sus hijos vayan a la escuela. Pero como la educación era costosa, tuvo que ir a vivir a Campo Grande, Trinidad (Asunción) junto la hermana de su mamá.
Allí pudo cursar la escuela primaria desde el segundo al quinto grado, pero vivió bajo el régimen de criadazgo donde sufrió la ausencia de su madre, cuidar a los niños de la casa y "trabajar" como criada a muy corta edad. Luego volvió a vivir nuevamente en la casa de su madre en Horqueta y continuar con sus estudios secundarios.

### San Isidro de Jejuí
La comunidad donde vive y milita Cristina Olazar, San Isidro de Jejuí, está ubicada en las afueras del distrito de General Resquín en el departamento de San Pedro, al norte de Paraguay. La misma fue fundada en 1970, en plena dictadura de Alfredo Stroessner, adoptando como principio la tenencia comunitaria de la tierra, para transformar la idea de que esta es un bien de compraventa en el mercado.
"Se trataba de recuperar el concepto indígena de la tierra como "tekoha", es decir, como hábitat donde desarrollar libremente su cultura, con un sistema asociativo para la construcción de las casas, el trabajo en la huerta".
De lo que obtenían en ganancias, alimentos y cosechas, eran distribuidos entre los integrantes de la comunidad, de manera equitativa, según las necesidades de las familias. El modelo de comunidad fue replicándose en alrededor de 60 comunidades aledañas, cuestión que comenzó a disgustar a la dictadura del partido colorado. Fueron acusados de comunismo y así comenzó la persecución a esta comunidad campesina, entre ellos, Cristina Olazar. Todos sus habitantes, mujeres, varones y niños, sufrieron la persecución en carne propia. Los argumentos para reprimir era que la iglesia y los sindicalistas, organizaban a los campesinos del lugar en supuestas guerrillas.
"Los argumentos para la represión fueron que éramos comunistas y que teníamos armas porque estábamos gestando una lucha armada. Nosotros ni éramos comunistas ni estábamos interesados en Stroessner ni en el poder. Solo queríamos dirigir nuestro propio desarrollo atendiendo a nuestros derechos".

### Persecución del régimen
El 8 de febrero de 1975, militares stronistas asaltaron la comunidad campesina de San Isidro de Jejuí, en San Pedro. Y con dichos asaltos se inicia la persecución de la dictadura contra las Ligas Agrarias de Jejui, asociación comunitaria, donde Cristina trabajaba como pytyvohara (ayudante del aprendizaje) en la Escuelita Campesina, donde aprendían juntos a leer y a escribir en guarani, utilizando la tierra colorada del norte como pizarra.
En abril de 1976, se inició la más fuerte represión a la comunidad, coincidente con la Semana Santa, que fue denominada Pascua Dolorosa, resultó en campesinos desaparecidos, torturados, salvajemente golpeados y vejados en las prisiones stronistas.

Luego de la Pascua Dolorosa, Cristina pasó a vivir en la clandestinidad, su experiencia como pytyvohara en la Escuelita Campesina, le permite trabajar en un proyecto de alfabetización indígena en la lengua paí tavyterá.
"Vivimos varios años en ese lugar, sumergidos en la selva del Amambay, frontera con el Brasil. Allí nació y creció mi primer hijo. Allí renací yo misma”.
Convivió con el pueblo Paí Tavyterá, y desarrolló el pensamiento basado en la cultura campesina y sus orígenes en la cultura indígena.
"Cuánto de indígena hay en la cultura campesina, cuánto sentido y cuánta belleza compartimos los distintos pueblos e identidades, cuánta potencia y resistencia tienen las mujeres de este territorio olvidado, cuánto conocimiento de la tierra se pierde en la escuela paraguaya, y cuánta fortuna significaba no pertenecer para poder ser lo que somos"

## Memorias de la dictadura
Además de su activismo social en épocas de la dictadura y de la persecución sufrida por varios años, Olazar continuó firme reivindicando la memoria de las víctimas del régimen dictatorial, entre las actividades que lideraba y participaba, se encuentra el “Velorio colectivo de futuros difuntos” realizado en 2019 para velar a las víctimas pasadas y futuras.

## Su vida y pensamiento en una obra de teatro y un documental
La vida de Cristina Olazar inspiró uno de los monólogos y personajes en la versión libre; Kuña Rekove (pave'ỹ), una obra de teatro itinerante que fue reversionada en 2017, de la directora de teatro Paola Irún, en la misma se utiliza los testimonios reales de siete mujeres: Tina Alvarenga, Belencha Rodríguez, Lucía Sandoval, Kelly Aguero, Yren Rotela, Ñeca Otazú y Cristina Olazar. También se la puede ver en el documental Kuña Guapa: Cristina la agricultora, disponible en YouTube.
“Una mujer fuertísima y de una vida matriarcal, prácticamente no hubo hombres en su historia, siempre fueron mujeres criando hijos, es una luchadora, militante, dirigente campesina, siendo incluso protagonista en las ligas agrarias durante la dictadura y del caso Jejuí” refiere la directora de la obra, Paola Irún.

## Premios y reconocimientos
- Premio Arandú ñe´e 2017. VIII Encuentro Internacional de Oralidad "La patria que late en mi", Feria Internacional del Libro, Asunción.[11][12]